# 廊開站
廊開站位於泰國廊開府廊開府治縣的一座鐵路車站，由泰國國家鐵路局管理，屬於東北線。

## 歷史
第一代的廊開站開業於1955年9月13日在現那他站的位置，作為東北線烏隆他尼至那他段的一部分。第二代的廊開站位於湄公河附近，開業於1958年7月，第一代的廊開站更名為那他站。第三代的廊開站位於現位置，開業於2000年5月。第二代的廊開站更名為廊開市場站，並於2008年廢止。
2009年3月5日，東北線跨越泰寮友誼大橋延伸至寮國塔納楞站，廊開至塔納楞之間的國際列車開行。